# Troglochaetus beranecki
Troglochaetus beranecki är en ringmaskart som beskrevs av Delachaux 1921. Troglochaetus beranecki ingår i släktet Troglochaetus och familjen Nerillidae. Arten är reproducerande i Sverige. Inga underarter finns listade i Catalogue of Life.